# Найкращий шостий гравець НБА
Приз Найкращий шостий гравець НБА (англ. NBA Sixth Man of the Year Award) — щорічна нагорода Національної баскетбольної асоціації (НБА), яка вручається найкращому запасному гравцю за підсумками регулярного сезону, починаючи з сезону 1982-83. Переможця обирають 124 спортивні журналісти США та Канади голосуванням за трьох найкращих запасних зі списку. За перше місце нараховують 5 очок, за друге — 3, а за третє — 1. Гравець, що набрав найбільшу кількість очок за підсумками голосування, отримує нагороду «Найкращий шостий гравець НБА». Номінанти на цю нагороду мають зіграти більше матчів, виходячи на заміну, ніж у стартовому складі.
З часу заснування, нагороду отримали 30 баскетболістів. Джамал Крофорд та Лу Вільямс вигравали нагорду по три рази, найбільше в історії. Кевін Макгейл, Рікі Пірс та Детлеф Шремпф завойовували титул по два рази. Кевін Макгейл та Білл Волтон — єдині «шості гравці», які були обрані до Зали слави баскетболу. Волтон та Гарден — єдині гравці, які згодом вигравали нагороду Найціннішого гравця НБА.
Детлеф Шремпф, Ману Жинобілі, Леандро Барбоза, Тоні Кукоч та Бен Ґордон володарі титулу, які народились за межами США. Ґордон — єдиний новачок, удостоєний нагороди.

## Переможці

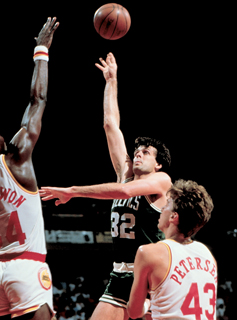
Кевін Макгейл (посердині) виграв нагороду двічі та був введений до Баскетбольної зали слави

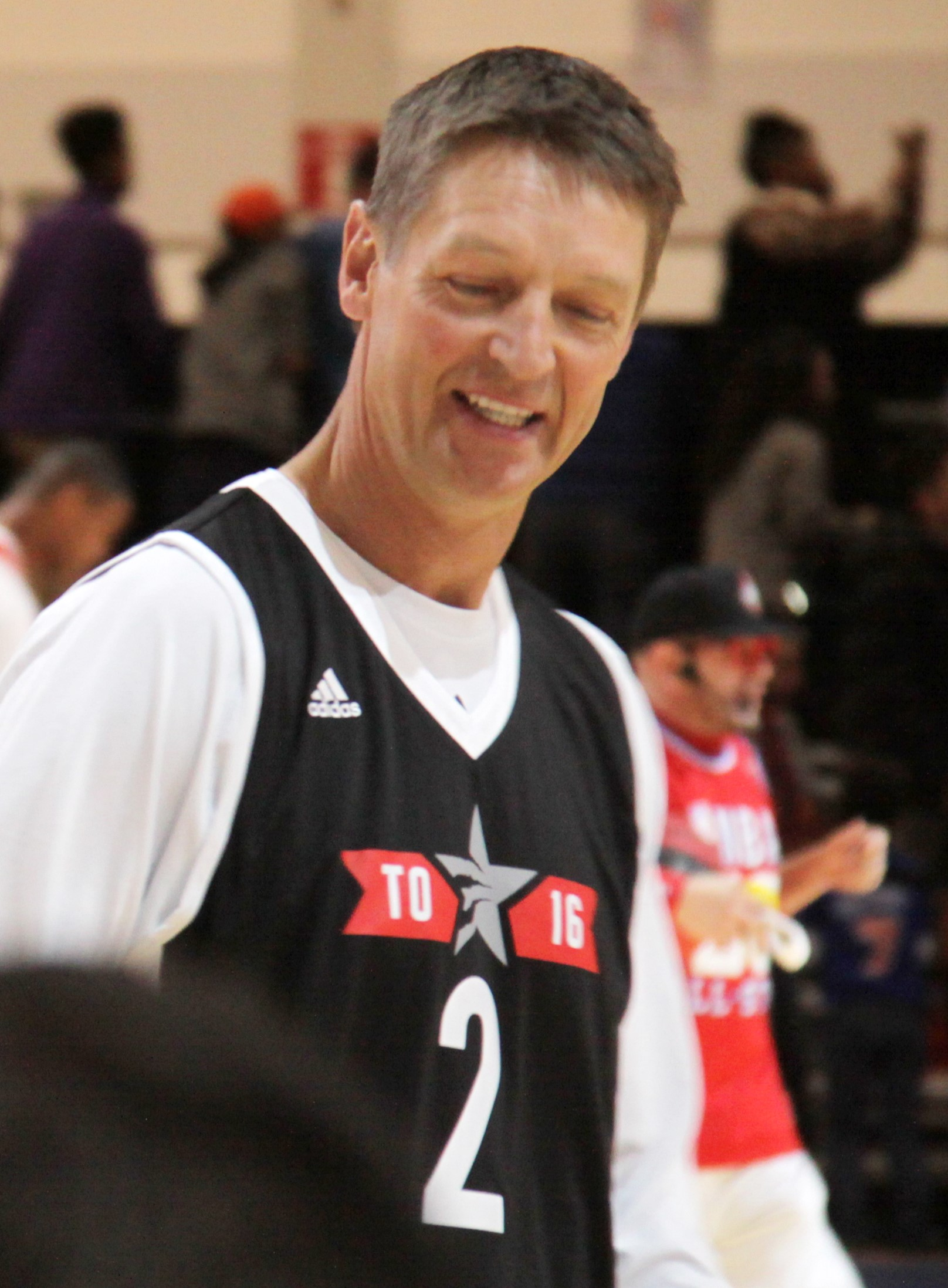
Детлеф Шремпф був першим неамериканцем, який виграв нагороду

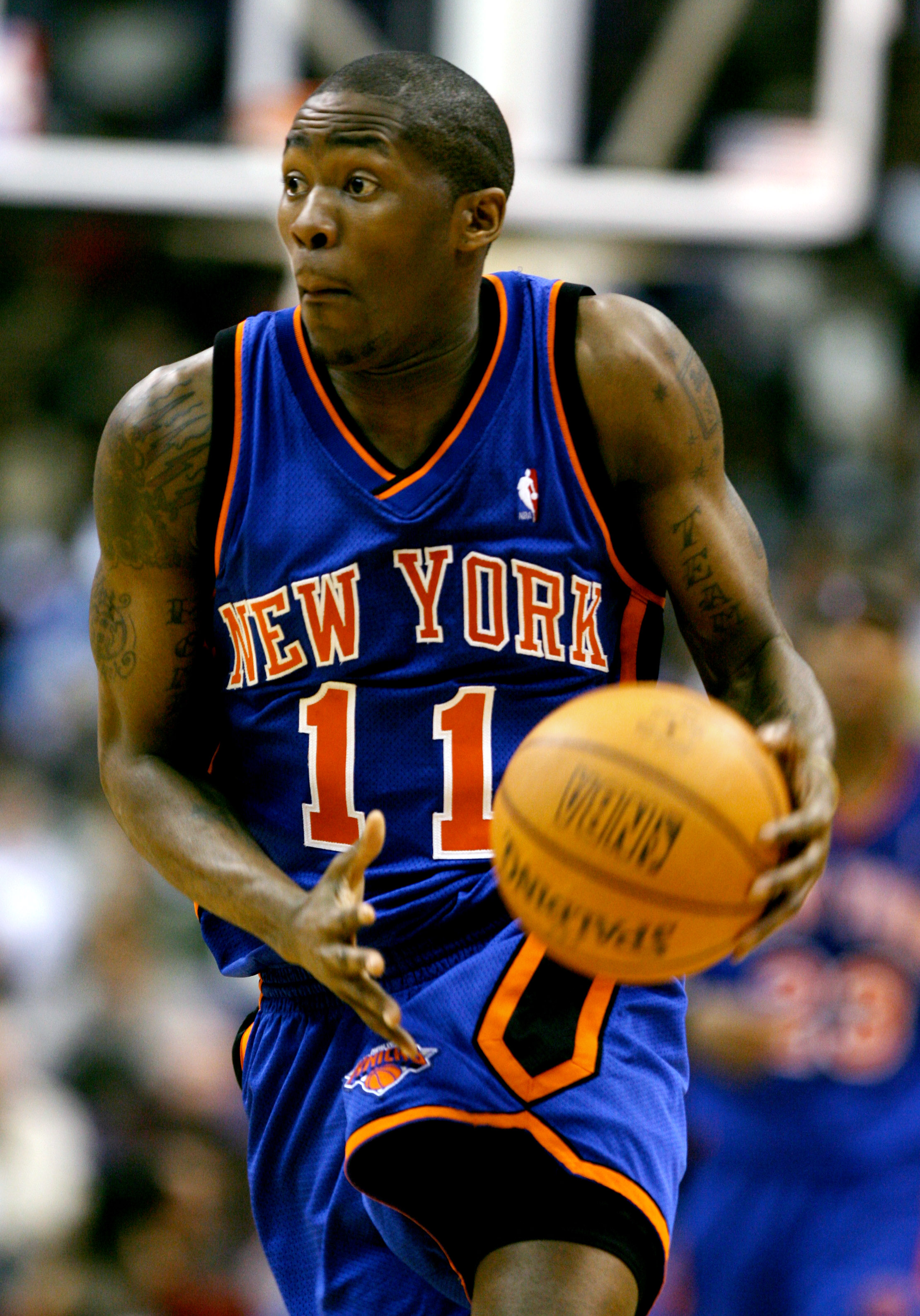
Джамал Крофорд виграв нагороду рекордні 3 рази

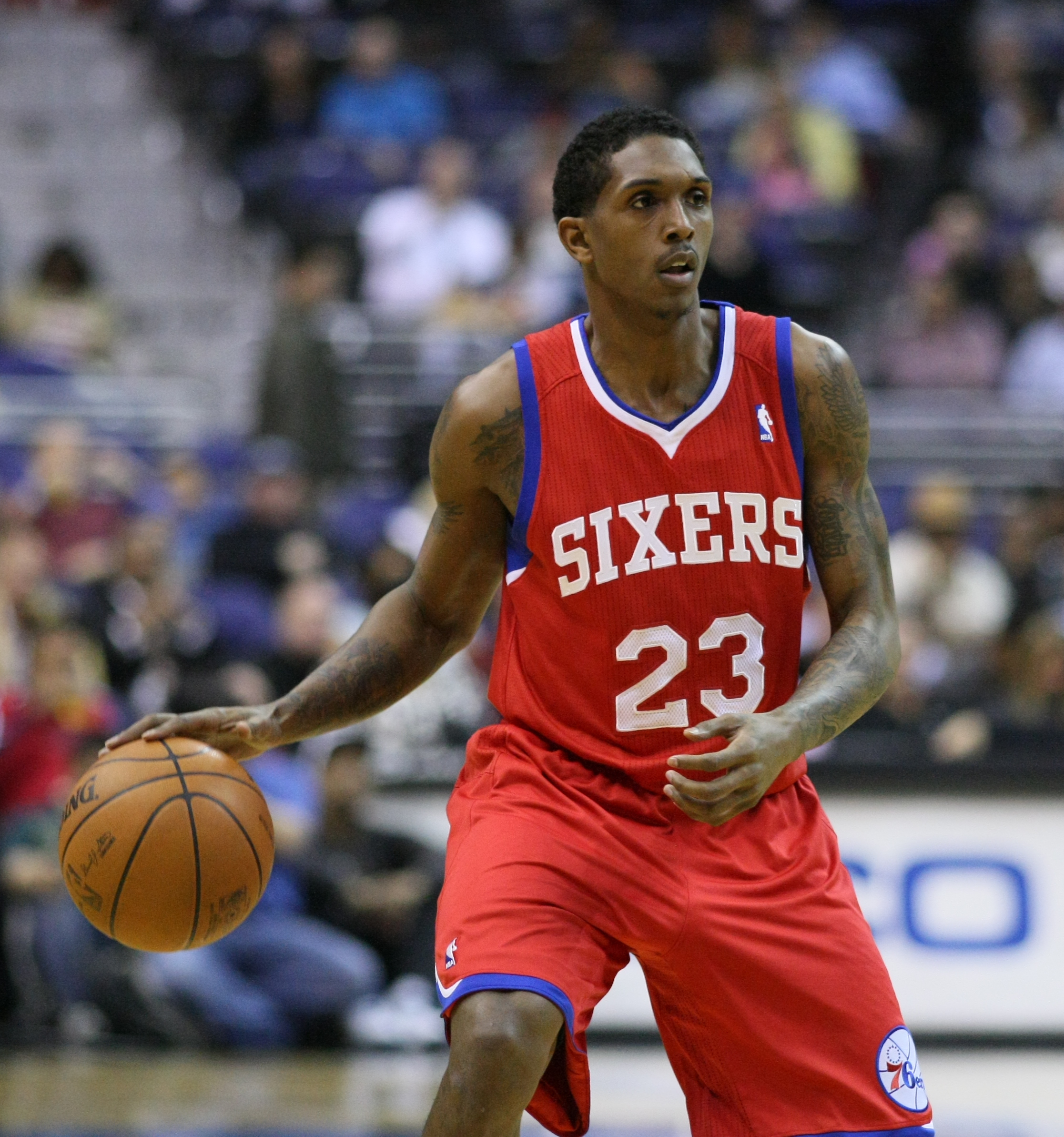
Лу Вільямс виграв нагороду рекордні 3 рази

|  | Діючий гравець                   |
|  | Обраний до Зали слави баскетболу |

| Сезон   | Гравець             | Позиція           | Громадянство | Команда                     |
| ------- | ------------------- | ----------------- | ------------ | --------------------------- |
| 1982-83 | Боббі Джонс         | Форвард           | США          | Філадельфія Севенті-Сіксерс |
| 1983-84 | Кевін Макхейл       | Форвард/Центровий | США          | Бостон Селтікс              |
| 1984-85 | Кевін Макхейл       | Форвард/Центровий | США          | Бостон Селтікс              |
| 1985-86 | Білл Волтон         | Центровий         | США          | Бостон Селтікс              |
| 1986-87 | Рікі Пірс           | Захисник          | США          | Мілвокі Бакс                |
| 1987-88 | Рой Тарплі          | Форвард/Центровий | США          | Даллас Маверікс             |
| 1988-89 | Едді Джонсон        | Форвард           | США          | Фінікс Санз                 |
| 1989-90 | Рікі Пірс           | Захисник          | США          | Мілвокі Бакс                |
| 1990-91 | Детлеф Шремпф       | Форвард           | Німеччина    | Індіана Пейсерз             |
| 1991-92 | Детлеф Шремпф       | Форвард           | Німеччина    | Індіана Пейсерз             |
| 1992-93 | Кліффорд Робінсон   | Форвард/Центровий | США          | Портленд Трейл-Блейзерс     |
| 1993-94 | Делл Каррі          | Захисник/Форвард  | США          | Шарлот Горнетс              |
| 1994-95 | Ентоні Мейсон       | Форвард           | США          | Нью-Йорк Нікс               |
| 1995-96 | Тоні Кукоч          | Форвард           | Хорватія     | Чикаго Буллз                |
| 1996-97 | Джон Старкс         | Захисник          | США          | Нью-Йорк Нікс               |
| 1997-98 | Денні Меннінг       | Захисник          | США          | Фінікс Санз                 |
| 1998-99 | Деррелл Армстронг   | Захисник          | США          | Орландо Меджик              |
| 1999-00 | Родні Роджерс       | Форвард           | США          | Фінікс Санз                 |
| 2000-01 | Аарон Маккі         | Захисник          | США          | Філадельфія Севенті-Сіксерс |
| 2001-02 | Корлісс Вільямсон   | Форвард           | США          | Детройт Пістонс             |
| 2002-03 | Боббі Джексон       | Захисник          | США          | Сакраменто Кінґс            |
| 2003-04 | Антуан Джеймісон    | Форвард           | США          | Даллас Маверікс             |
| 2004-05 | Бен Ґордон          | Захисник          | США[a]       | Чикаго Буллз                |
| 2005-06 | Майк Міллер         | Форвард/Захисник  | США          | Мемфіс Ґріззліс             |
| 2006-07 | Леандро Барбоза     | Захисник          | Бразилія     | Фінікс Санз                 |
| 2007-08 | Ману Жинобілі       | Захисник          | Аргентина    | Сан-Антоніо Сперс           |
| 2008-09 | Джейсон Террі       | Захисник          | США          | Даллас Маверікс             |
| 2009-10 | Джамал Кроуфорд     | Захисник          | США          | Атланта Гокс                |
| 2010-11 | Ламар Одом          | Форвард           | США          | Лос-Анджелес Лейкерс        |
| 2011-12 | Джеймс Гарден       | Захисник          | США          | Оклахома-Сіті Тандер        |
| 2012-13 | Джей Ар Сміт        | Захисник          | США          | Нью-Йорк Нікс               |
| 2013-14 | Джамал Кроуфорд (2) | Захисник          | США          | Лос-Анджелес Кліпперс       |
| 2014-15 | Лу Вільямс          | Захисник          | США          | Торонто Репторз             |
| 2015-16 | Джамал Кроуфорд (3) | Захисник          | США          | Лос-Анджелес Кліпперс (2)   |
| 2016-17 | Ерік Гордон         | Захисник          | США          | Х'юстон Рокетс              |
| 2017-18 | Лу Вільямс (2)      | Захисник          | США          | Лос-Анджелес Кліпперс (3)   |
| 2018-19 | Лу Вільямс (3)      | Захисник          | США          | Лос-Анджелес Кліпперс (4)   |
| 2019–20 | Монтрезл Гаррелл    | Форвард           | США          | Лос-Анджелес Кліпперс (5)   |
| 2020–21 | Джордан Кларксон    | Захисник          | Філіппіни    | Юта Джаз                    |
| 2021–22 | Тайлер Гірро        | Захисник          | США          | Маямі Гіт                   |